# Перечин (спортивний клуб)
Спортивний клуб «Перечин» — український футбольний клуб з міста Перечина Закарпатської області.

## Всі сезони в незалежній Україні
| Сезон   | Чемпіонат | Чемпіонат | Чемпіонат | Чемпіонат | Чемпіонат | Чемпіонат | Чемпіонат | Чемпіонат | Кубок               | Кубок | Кубок | Кубок | Кубок | Кубок | Кубок | Примітка            |
| Сезон   | Ліга      | Місце     | І         | В         | Н         | П         | М         | О         | Етап                | І     | В     | Н     | П     | М     | О     | Примітка            |
| ------- | --------- | --------- | --------- | --------- | --------- | --------- | --------- | --------- | ------------------- | ----- | ----- | ----- | ----- | ----- | ----- | ------------------- |
| 1995/96 | —         | —         | —         | —         | —         | —         | —         | —         | 1/128 фіналу        | 1     | 0     | 0     | 1     | 1−2   | 0     | Під назвою «Лісник» |
| 1997/98 | —         | —         | —         | —         | —         | —         | —         | —         | Аматори 1/16 фіналу | 2     | 1     | 0     | 1     | 1−2   | 2     | Під назвою «Лісник» |
| 2001    | —         | —         | —         | —         | —         | —         | —         | —         | Аматори Фінал       | 5     | 2     | 0     | 3     | 5−8   | 2     |                     |